# Łubianka (województwo wielkopolskie)
Łubianka – wieś w Polsce położona w województwie wielkopolskim, w powiecie kolskim, w gminie Olszówka. We wsi znajduje się duży kompleks szkolny obejmujący Szkołę Podstawową im. Św. Stanisława Kostki i Gimnazjum im. Jana Pawła II.
W latach 1975–1998 miejscowość administracyjnie należała do województwa konińskiego.